# Luis Alberto Perea
Luis Alberto Perea Pérez (Medellín, Antioquia, Colombia; 3 de septiembre de 1986) es un futbolista colombiano que juega como delantero y su equipo actual es el Santos F. C. de la Liga 2 de Perú. Es hijo del exfutbolista y seleccionado mundialista colombiano "Coroncoro" Perea.

## Trayectoria
Luego de cumplir su contrato con el Club Atlético Nacional S.A. a mediados de 2009, el jugador se quedó con sus derechos deportivos.

### Deportes Tolima
Posteriormente es confirmado como refuerzo del Corporación Club Deportes Tolima, club del cual sale a comienzos de 2010. 

### Leon de Huanuco
Luego viaja al Perú para jugar por el recién ascendido León de Huánuco. El conjunto huanuqueño logró ser primero en su grupo y llegó a la final del Campeonato Descentralizado 2010, formando parte de la mejor campaña realizada en la historia del León. Aunque Perea siempre mostró un sólido ataque, el equipo perdió la final frente a la Universidad San Martín. Perea anotó un gol de penal en el segundo play-off y, con 23 anotaciones, quedó a sólo un gol de Héber Arriola, máximo goleador del certamen. Aquel año, Perea se hizo un nombre en el Perú, debido a su gran capacidad goleadora, siendo observado y requerido por los grandes equipos del fútbol peruano, hasta del Club Deportivo Tenerife de España.

### Deportivo Quito
El 2010 es fichado por el club Sociedad Deportivo Quito de Ecuador, club que rompió el mercado ecuatoriano. Además contrató a su compañero de León de Huanuco, Gustavo Rodas. Después de no tener mucha continuidad en el equipo fue cedido.

### Everton de Viña del Mar
Es cedido al Everton de Viña del Mar de la Primera B de Chile donde tuvo un regular desempeño.

### Universidad San Martín
Tras realizar un buen semestre con el Everton en enero del 2012 es fichado por la Universidad San Martín de la Primera División del Perú, luego de varios problemas institucionales en su club abandona el club.

### FC Dallas
Se une al FC Dallas de la Major League Soccer de los Estados Unidos. 

### Universidad San Martín
En abril del 2012 decide rescindir su contrato con el Dallas para regresar a la Universidad San Martín firmando un nuevo contrato por dos años. Aquel año jugó la Copa Sudamericana 2012, además de jugar 29 partidos y lograr anotar 11 goles. Luego de grandes temporadas con el club santo, Perea manifestó su deseo de llegar a Universitario de Deportes por su historia y su gran hinchada.

### Sport Huancayo
Para el 2015 llega al Sport Huancayo de Perú. El 5 de noviembre marca sus primeros dos goles en la victoria de su equipo 5-3 frente al Sporting Cristal.

### Cesar Vallejo
Para el 2016 se convertiría en refuerzo de Universidad Cesar Vallejo. 
Su debut sería el 3 de febrero por la primera fase de la Copa Libertadores 2016 en el empate a un gol frente a Sao Paulo.
Se despediría del equipo, luego de que Universidad César Vallejo le rescindiera el contrato por faltar a 3 prácticas, tras viajar sin permiso a Estados Unidos.

### Sport Huancayo
En julio del  2016 vuelve al Sport Huancayo. El 11 de agosto realiza su debut por la Copa Sudamericana 2016 en la derrota 2-1 frente a Deportivo Anzoategui.

### Sport Rosario
El 16 de enero de 2017 es confirmado como nuevo jugar del Sport Rosario de la Primera División de Perú. Su primer gol lo anota el 19 de febrero en la victoria 2 a 1 de su club sobre Sporting Cristal.

### C.D. FAS
En enero de 2018 pasa al Club Deportivo FAS de la Primera División de El Salvador. El 4 de febrero marca su primer gol con el club, dándole la victoria por la mínima como visitantes sobre CD Dragón. Fue el máximo goleador del Torneo Clausura de El Salvador.

### Carlos Stein
Para 2020, ficha por el recién ascendido Carlos Stein de la Liga 1.

## Clubes
| Club                      | País                | Año                 | Partidos | Goles |
| ------------------------- | ------------------- | ------------------- | -------- | ----- |
| Atlético Nacional         | Colombia            | 2006                | 3        | 1     |
| La Equidad                | Colombia            | 2007                | 6        | 0     |
| Llaneros de Guanare       | Venezuela           | 2007                | 9        | 1     |
| Real Cartagena            | Colombia            | 2008                | 11       | 3     |
| Atlético Nacional         | Colombia            | 2008 - 2009         | 25       | 5     |
| Deportes Tolima           | Colombia            | 2009                | 7        | 0     |
| León de Huánuco           | Perú                | 2010                | 42       | 23    |
| Deportivo Quito           | Ecuador             | 2011                | 14       | 2     |
| Everton                   | Chile               | 2011                | 21       | 6     |
| Dallas                    | Estados Unidos      | 2012                | 2        | 0     |
| Universidad de San Martín | Perú                | 2012 - 2014         | 106      | 48    |
| Criciuma                  | Brasil              | 2015                | 3        | 0     |
| Sport Huancayo            | Perú                | 2015                | 14       | 3     |
| César Vallejo             | Perú                | 2016                | 11       | 1     |
| Sport Huancayo            | Perú                | 2016                | 7        | 0     |
| Sport Rosario             | Perú                | 2017                | 12       | 1     |
| Orsomarso                 | Colombia            | 2017                | 1        | 0     |
| FAS                       | El Salvador         | 2018                | 20       | 15    |
| La Equidad                | Colombia            | 2018                | 6        | 1     |
| HFX Wanderers             | Canadá              | 2019                | 17       | 5     |
| Carlos Stein              | Perú                | 2020                | 5        | 1     |
| FAS                       | El Salvador         | 2020 - 2021         | 33       | 4     |
| Santos F. C.              | Perú                | 2022                | 20       | 3     |
| Total en su carrera       | Total en su carrera | Total en su carrera | 381      | 121   |

## Palmarés

### Distinciones individuales
| Distinción                                                                                 | Año  |
| ------------------------------------------------------------------------------------------ | ---- |
| Mejor delantero del Campeonato Descentralizado                                             | 2010 |
| Mejor extranjero de la décima fecha del Campeonato Descentralizado                         | 2013 |
| Goleador del Torneo del Inca                                                               | 2014 |
| Incluido en el equipo ideal del Torneo del Inca según el portal periodístico DeChalaca.com | 2014 |
| Goleador del torneo de El Salvador                                                         | 2018 |